# アレクサンダー・デニス・E200ダンド

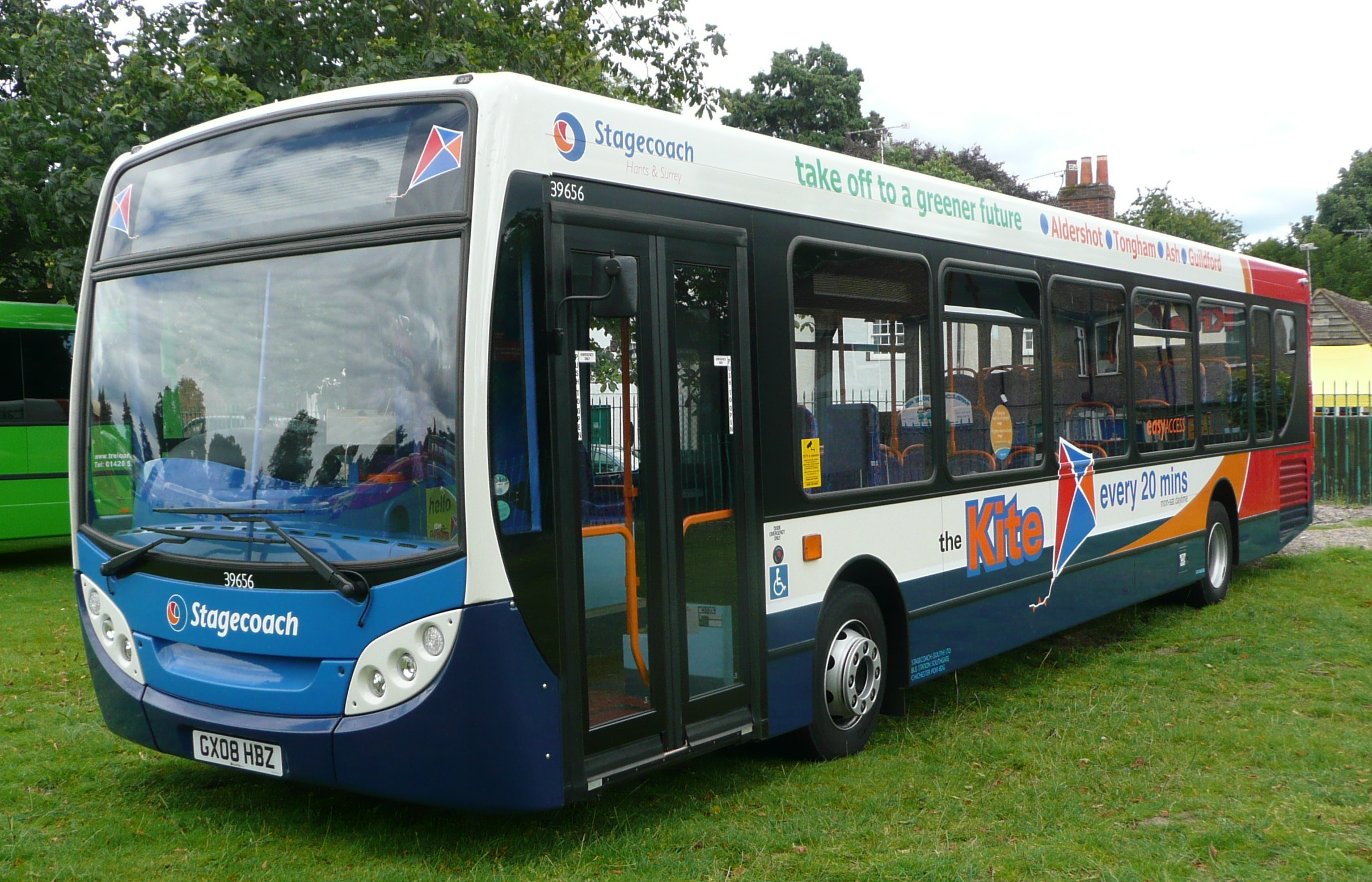
ジコーチ・サウス社（Stagecoach South）が所有するE200ダンド

エンバイロ・200ダンド（Enviro 200 Dart、略称：E200ダンド）は、イギリスのアレクサンダー・デニスが生産する中型一階建てノンステップバスである。
この製品はデニス時代のデニス・ダンドを継承する製品である。

## 概要
2006年ごろからデニス・ダンドを継承する製品として、E200ダンドの生産が始まった。

## 世界各地の利用

### イギリス本土

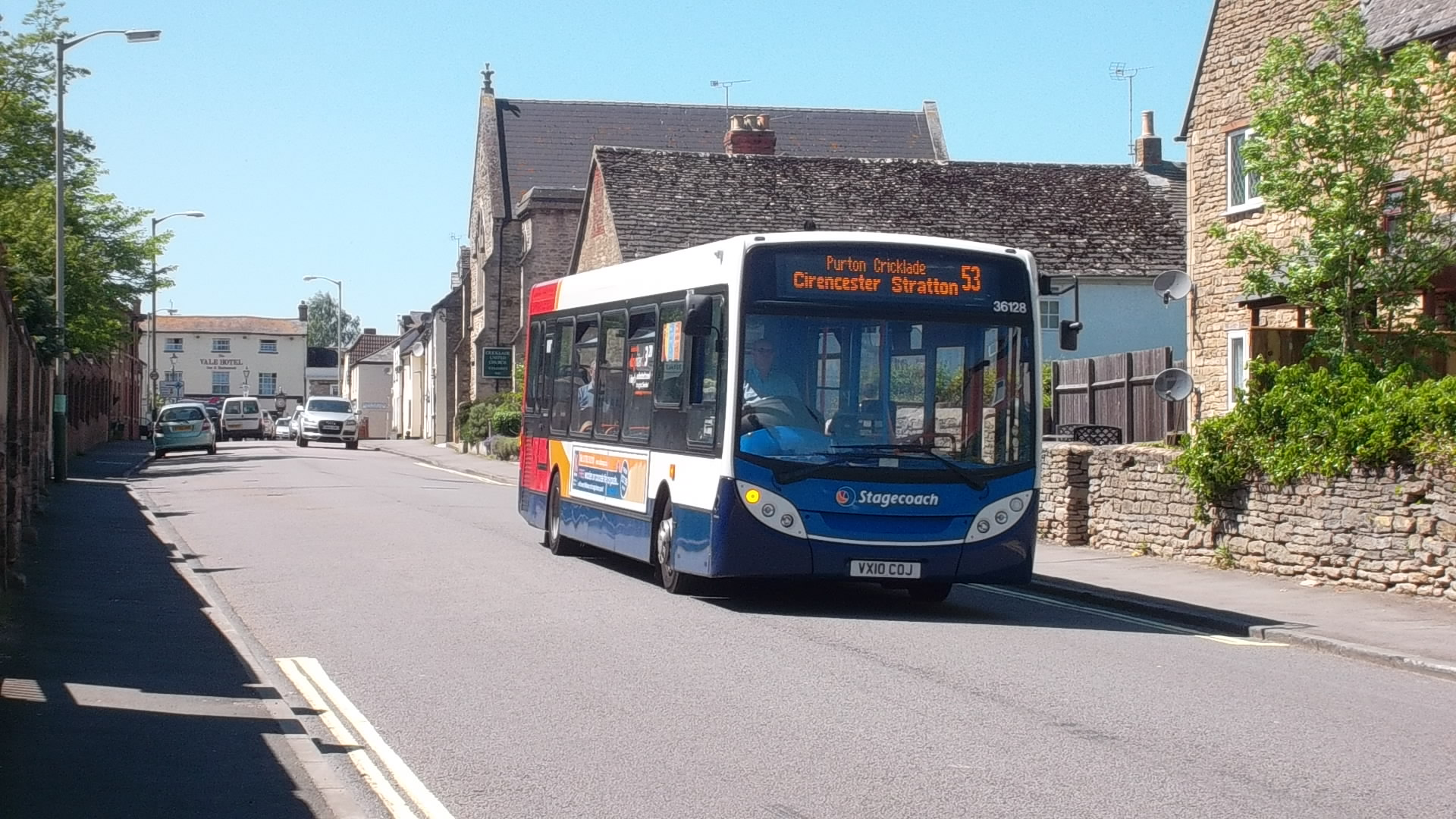
イギリスの本土のステージコーチ・ウエス社（Stagecoach West）のE200ダンド
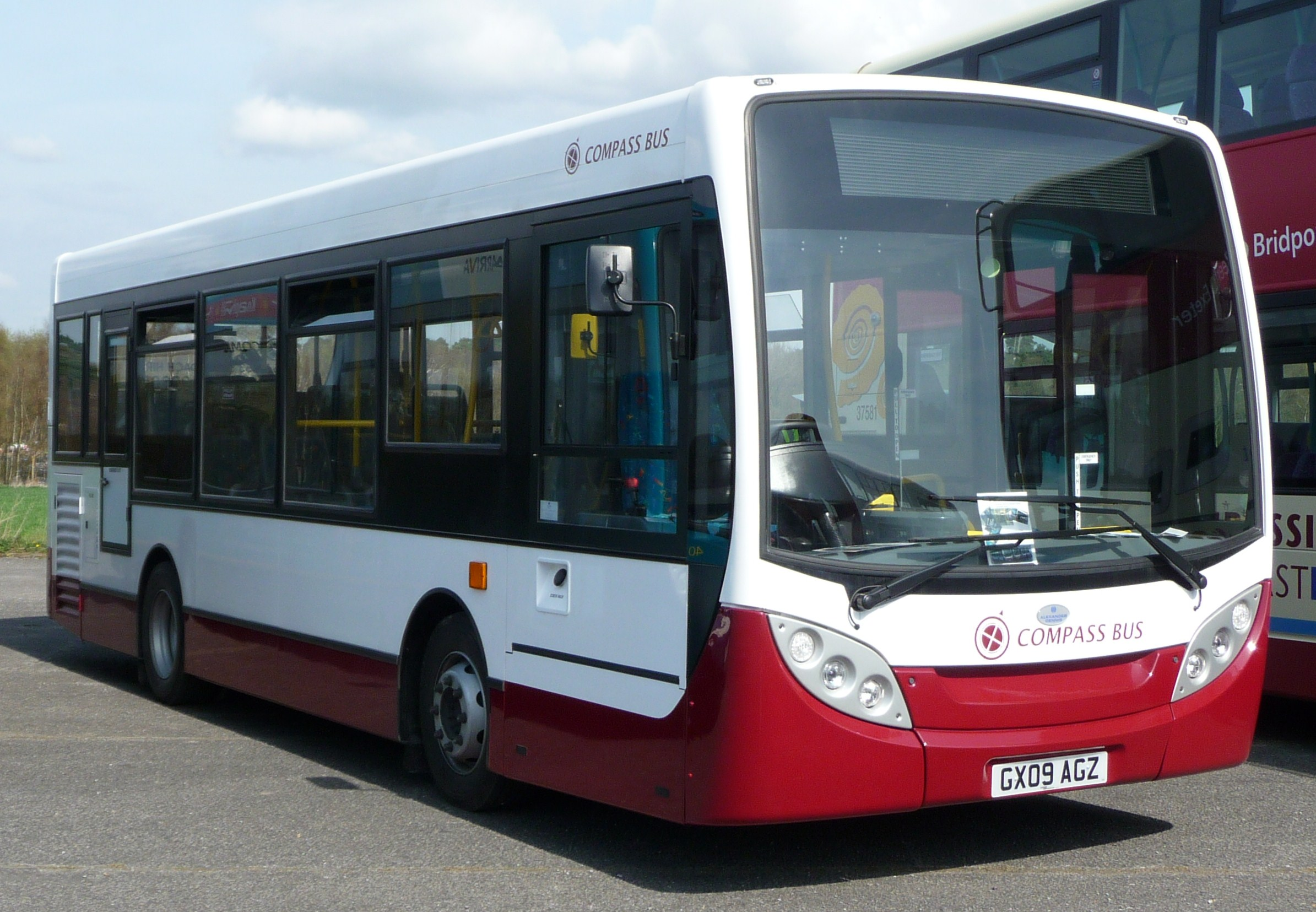
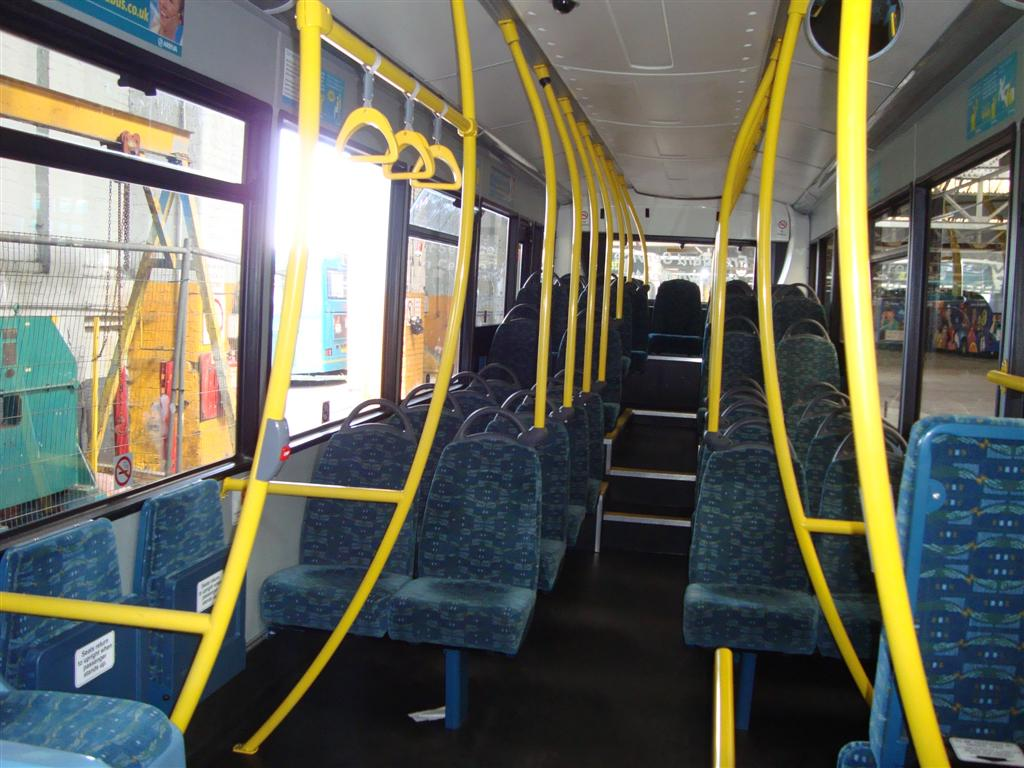
車内のまま

2006年ごろから、本製品はイギリス本土のバス会社に導入されている。

### 香港

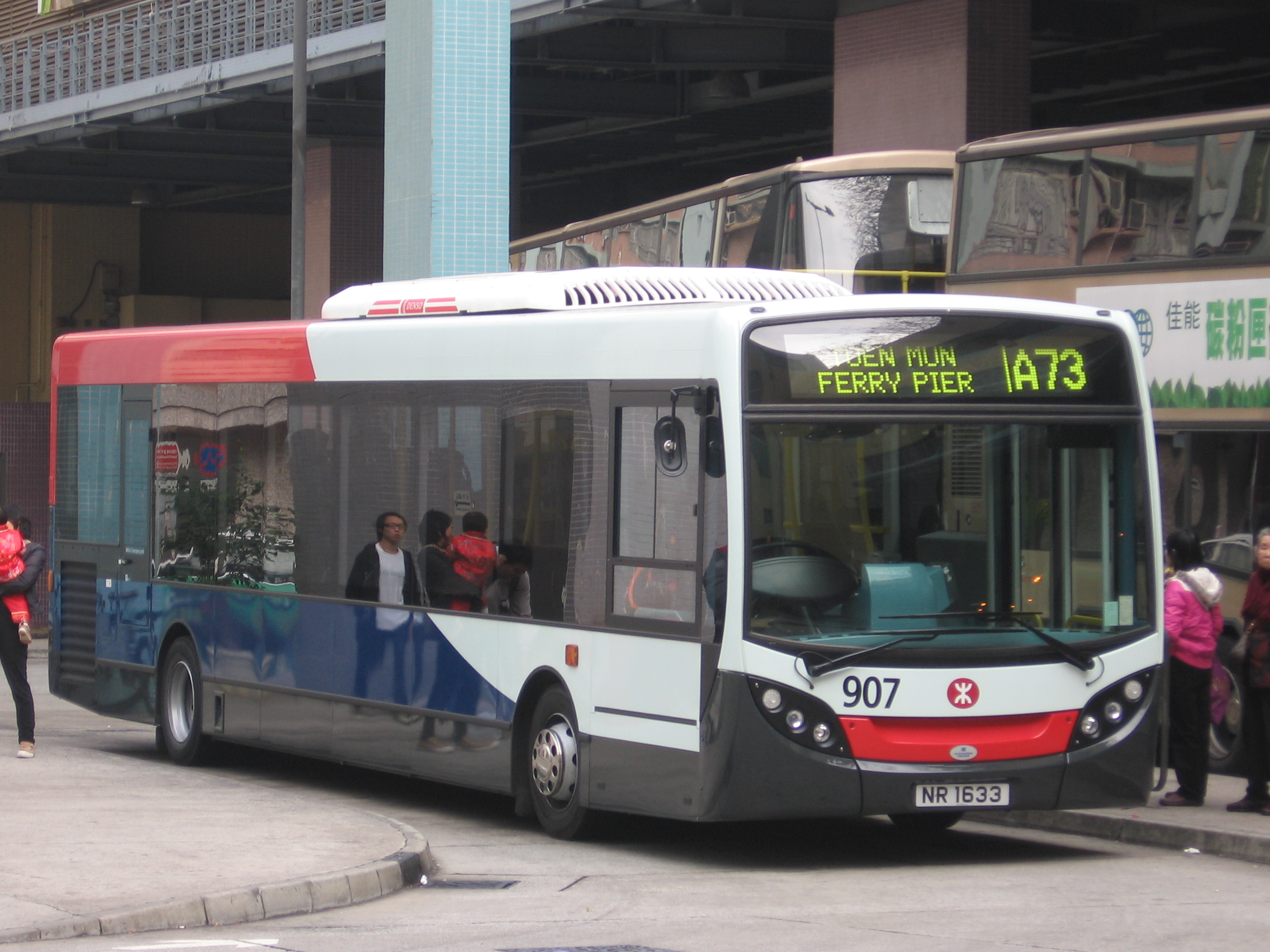
MTRバス
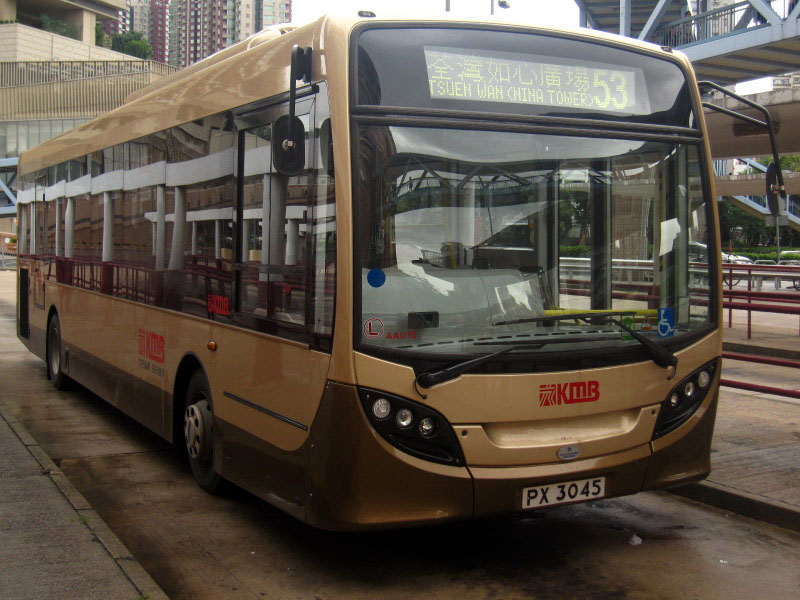
九龍バス

九龍バス、MTRバスなどの路線バス会社が本製品を使っている。

## ハイブリッドバス
この製品ハイブリッドのタイプもあり、E200Hと呼ばれている。